# All Japan Pro Wrestling
All Japan Pro Wrestling (全日本プロレス Zen Nihon Puroresu)- japońska federacja wrestlingu założona w 1972 roku.
W latach 1972–1989 federacja należała do National Wrestling Alliance.

## Mistrzostwa

### Obecni mistrzowie
| Tytuł                                 | Obecny mistrz | Obecny mistrz                                            | Panowanie   | Data zdobycia   | Dni panowania | Notki |
| ------------------------------------- | ------------- | -------------------------------------------------------- | ----------- | --------------- | ------------- | --- |
| Triple Crown Heavyweight Championship |               | Jun Saito                                                | 1           | 31 grudnia 2024 | 169+          | Pokonał Daveya Boy Smitha Jr. na New Year's Eve.                                                              |
| World Tag Team Championship           |               | Zen Nisshin Jidai (Kento Miyahara i Yuma Aoyagi)         | 3 (6, 4)    | 9 marca 2025    | 101+          | Pokonali Juna Saito i Reia Saito na pierwszej nocy Dream Power Series 2025.                                   |
| World Junior Heavyweight Championship |               | Seiki Yoshioka                                           | 1           | 18 maja 2025    | 31+           | Pokonał Musashiego na finałowej nocy Champion Carnival 2025.                                                  |
| All Asia Tag Team Championship        |               | Atsuki Aoyagi i Yuma Aoyagi                              | 1 (1, 3)    | 15 czerwca 2025 | 3+            | Pokonali Elpida (Yumę Anzaiego i Rising Hayato) na trzeciej nocy Super Power Series 2025.                     |
| Gaora TV Championship                 |               | Takashi                                                  | 1           | 15 czerwca 2025 | 3+            | Pokonał Yuko Miyamoto na trzeciej nocy Super Power Series 2025.                                               |
| AJPW TV Six-Man Tag Team Championship |               | Hokuto-gun (Takashi Yoshida, Hokuto Omori i Kuma Arashi) | 1 (1, 3, 2) | 18 maja 2025    | 31+           | Pokonali Baka no Jidai (Fuminori Abe, Hikaru Sato i Yumę Aoyagiego) na finałowej nocy Champion Carnival 2025. |

### Dawne pasy AJPW
- All Asia Heavyweight Championship (1976-1981)
- NWA International Junior Heavyweight Championship (1982-2010)
- NWA International Heavyweight Championship (1972-1988)
- NWA International Tag Team Championship (1973-1988)
- NWA United National Championship (1972-1989)
- PWF United States Heavyweight Championship (1972-1978)
- PWF World Tag Team Championship (1984-1988)
- PWF World Heavyweight Championship (1973-1989)

## Turnieje
- Champion Carnival (1973-1982, od 1991)
- Jr. Battle of Glory (1983, 1998, 2003, 2006-2012, od 2014)
- Jr. Tag Battle of Glory (1984, 2002, 2006, od 2008)
- Ōdō Tournament (od 2013)
- World's Strongest Tag Determination League (od 1977)